# Samuel Alken
Samuel Alken (Londra, 22 ottobre 1756 – Londra, 9 novembre 1815) è stato un incisore inglese.

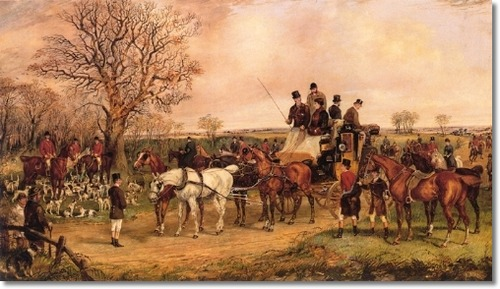
The Meet, Samuel Alken

Attivo (1780-1798) a Londra, fu apprezzato acquerellista di paesaggi.
Tra le sue opere Views in Cumberland and Westmoreland (1796) e Aquatint views in North Wales (1798)
Il suo terzo figlio, Henry Alken, fu anch'egli pittore ed incisore di fama.